# Liste des albums musicaux numéro un au Billboard 200 en 1995
Cette page présente les albums musicaux numéro 1 chaque semaine en 1995 au Billboard 200, le classement officiel des ventes d'albums aux États-Unis établi par le magazine Billboard. Les cinq meilleures ventes de l'année sont également listées.

## Classement hebdomadaire
| Date         | Artiste(s)              | Titre                                     | Référence |
| ------------ | ----------------------- | ----------------------------------------- | --------- |
| 7 janvier    | Garth Brooks            | The Hits                                  |           |
| 14 janvier   | Garth Brooks            | The Hits                                  |           |
| 21 janvier   | Garth Brooks            | The Hits                                  |           |
| 28 janvier   | Garth Brooks            | The Hits                                  |           |
| 4 février    | Garth Brooks            | The Hits                                  |           |
| 11 février   | Van Halen               | Balance                                   |           |
| 18 février   | Garth Brooks            | The Hits                                  |           |
| 25 février   | Garth Brooks            | The Hits                                  |           |
| 4 mars       | Garth Brooks            | The Hits                                  |           |
| 11 mars      | Boyz II Men             | II                                        |           |
| 18 mars      | Bruce Springsteen       | Greatest Hits                             |           |
| 25 mars      | Bruce Springsteen       | Greatest Hits                             |           |
| 1er avril    | 2Pac                    | Me Against the World                      |           |
| 8 avril      | 2Pac                    | Me Against the World                      |           |
| 15 avril     | 2Pac                    | Me Against the World                      |           |
| 22 avril     | 2Pac                    | Me Against the World                      |           |
| 29 avril     | Divers artistes         | The Lion King (bande originale du film)   |           |
| 6 mai        | Live                    | Throwing Copper                           |           |
| 13 mai       | Divers artistes         | Friday (bande originale du film)          |           |
| 20 mai       | Divers artistes         | Friday (bande originale du film)          |           |
| 27 mai       | Hootie and the Blowfish | Cracked Rear View                         |           |
| 3 juin       | Hootie and the Blowfish | Cracked Rear View                         |           |
| 10 juin      | Hootie and the Blowfish | Cracked Rear View                         |           |
| 17 juin      | Hootie and the Blowfish | Cracked Rear View                         |           |
| 24 juin      | Pink Floyd              | Pulse                                     |           |
| 1er juillet  | Hootie and the Blowfish | Cracked Rear View                         |           |
| 8 juillet    | Michael Jackson         | HIStory: Past, Present and Future, Book I |           |
| 15 juillet   | Michael Jackson         | HIStory: Past, Present and Future, Book I |           |
| 22 juillet   | Divers artistes         | Pocahontas (bande originale du film)      |           |
| 29 juillet   | Hootie and the Blowfish | Cracked Rear View                         |           |
| 5 août       | Selena                  | Dreaming of You                           |           |
| 12 août      | Bone Thugs-N-Harmony    | E. 1999 Eternal                           |           |
| 19 août      | Bone Thugs-N-Harmony    | E. 1999 Eternal                           |           |
| 26 août      | Hootie and the Blowfish | Cracked Rear View                         |           |
| 2 septembre  | Divers artistes         | Dangerous Minds (bande originale du film) |           |
| 9 septembre  | Divers artistes         | Dangerous Minds (bande originale du film) |           |
| 16 septembre | Divers artistes         | Dangerous Minds (bande originale du film) |           |
| 23 septembre | Divers artistes         | Dangerous Minds (bande originale du film) |           |
| 30 septembre | Hootie and the Blowfish | Cracked Rear View                         |           |
| 7 octobre    | Alanis Morissette       | Jagged Little Pill                        |           |
| 14 octobre   | Alanis Morissette       | Jagged Little Pill                        |           |
| 21 octobre   | Mariah Carey            | Daydream                                  |           |
| 28 octobre   | Mariah Carey            | Daydream                                  |           |
| 4 novembre   | Mariah Carey            | Daydream                                  |           |
| 11 novembre  | The Smashing Pumpkins   | Mellon Collie and the Infinite Sadness    |           |
| 18 novembre  | Tha Dogg Pound          | Dogg Food                                 |           |
| 25 novembre  | Alice in Chains         | Alice in Chains                           |           |
| 2 décembre   | R. Kelly                | R. Kelly                                  |           |
| 9 décembre   | The Beatles             | Anthology 1                               |           |
| 16 décembre  | The Beatles             | Anthology 1                               |           |
| 23 décembre  | The Beatles             | Anthology 1                               |           |
| 30 décembre  | Mariah Carey            | Daydream                                  |           |

## Classement annuel
Les 5 meilleures ventes d'albums de l'année aux États-Unis selon Billboard :
1. Hootie and the Blowfish - Cracked Rear View
2. Garth Brooks - The Hits
3. Boys II Men - II
4. Eagles - Hell Freezes Over
5. TLC - CrazySexyCool